# BI-1

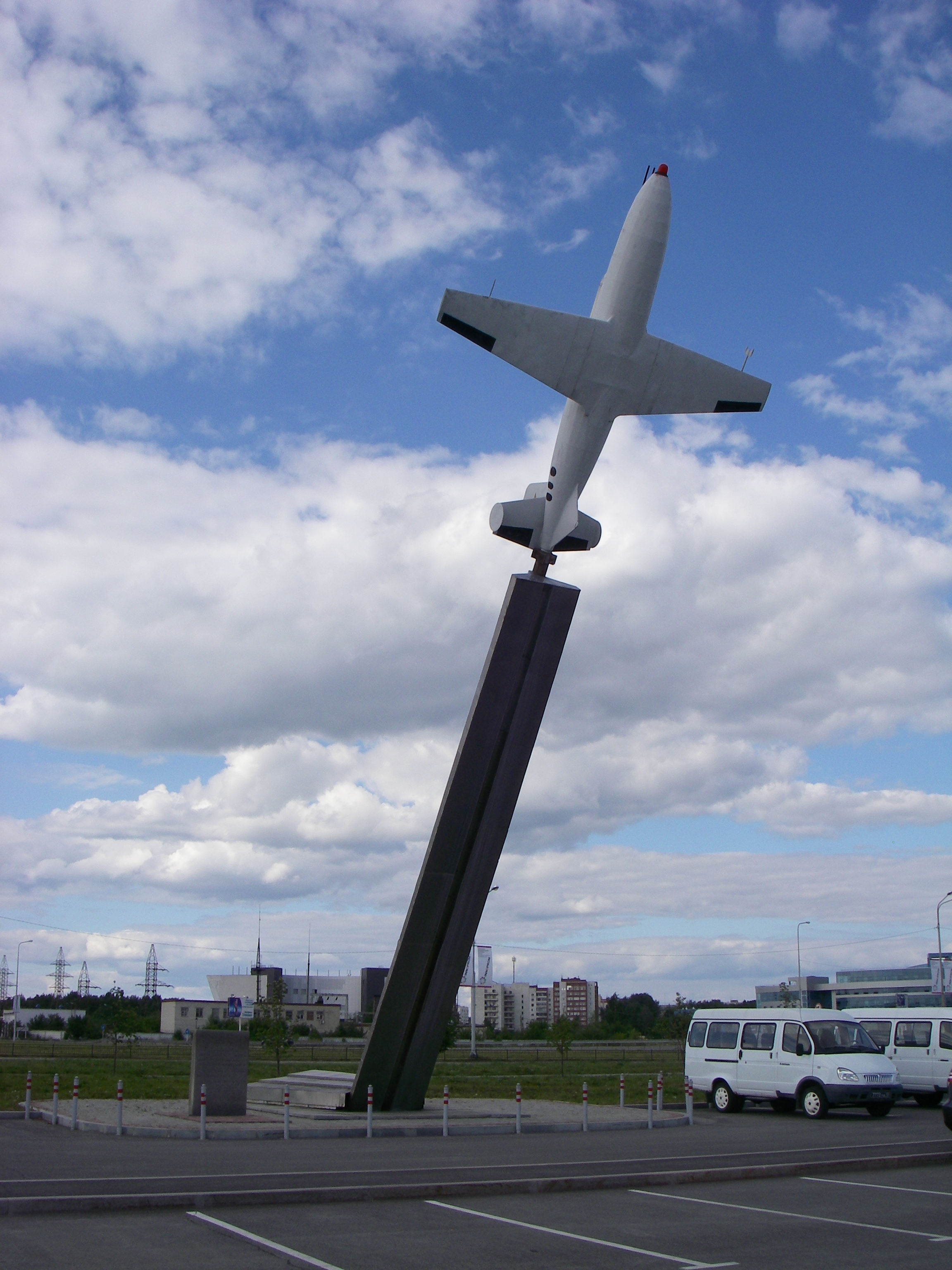
Monument upamiętniający loty BI-1 na lotnisku Jekaterynburg

BI-1 (ros. БИ-1) – radziecki doświadczalny samolot myśliwski o napędzie rakietowym z okresu II wojny światowej.

## Historia
Początki badań nad silnikami rakietowymi w ZSRR, datują się na lata 30 XX wieku. Były one rozwijane w dwóch ośrodkach: Laboratorium Gazodynamicznym (GDL) w Leningradzie powstałym w 1928 roku i Grupie Badań Napędu Odrzutowego (GIRD) w Moskwie powstałej w 1931 roku. Od początku podejmowano próby zastosowania tych silników do napędu samolotów.  
W ośrodku GIRD w 1932 roku Fridrich Cander opracował silnik rakietowy OR-1 pracujący na mieszance benzyny z powietrzem. Następnie opracował on nowy silnik OR-2 o ciągu 490 daN (500 kG) pracujący na mieszance benzyny z ciekłym tlenem. Cander chciał zastosować ten silnik do napędu szybowca konstrukcji Borysa Czeranowskiego – BICz, jednak jego śmierć spowodowała, że zamiaru tego początkowo nie zrealizowano. Potem jednak oblatano szybowiec GIRD-PR-1 z tym silnikiem. 
W grudniu 1933 roku ośrodki GIRD i GDL połączono tworząc z nich Instytut Rakietowy w Moskwie, w którym to Siergiej Korolow w 1935 roku skonstruował i oblatał szybowiec SK-9 z myślą o zamontowaniu w nim silnika rakietowego. W 1939 roku Leonid Duszkin i Aleksiej Isajew skonstruowali silnik rakietowy RDA-1-150 o ciągu 147 daN (150 kG) na paliwo ciekłe. Silnik ten zamontowano w szybowcu SK-9, a powstały w ten sposób samolot oznaczono jako RP-318-1. Oblotu dokonano w dniu 28 lutego 1940 roku, kiedy w samolocie RP-318-1, wcześniej wyholowanym przez samolot I-5 na wysokości 2600 m, uruchomiono dwukrotnie na krótko silnik rakietowy. 
Po tej udanej próbie szef Instytutu Rakietowego prof. Wiktor Bołochowitin uzyskał 12 czerwca 1940 zgodę Józefa Stalina i Głównego Komitetu Obrony na rozpoczęcie prac nad skonstruowaniem samolotu myśliwskiego o napędzie rakietowym. Do jego opracowania wyznaczono konstruktorów Aleksandra Bieriezniaka i Aleksieja Isajewa. 
Opracowali oni samolot w układzie dolnopłata z wciąganym w locie podwoziem klasycznym. Od pierwszych liter nazwisk konstruktorów, otrzymał on oznaczenie BI-1. Prototyp był gotowy w 1941 roku, a w sierpniu wykonano pierwsze próby w locie. Odbywały się one bez uruchamiania silnika. Samolot startował na holu za samolotem Pe-2. Próby zakończyły się powodzeniem. Uznano, że samolot nadaje się do samodzielnego lotu.

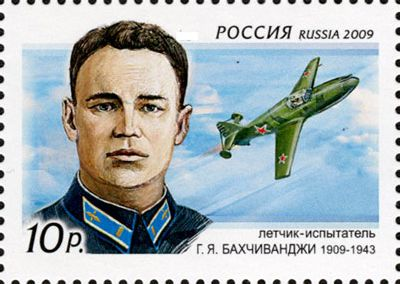
Rosyjski znaczek pocztowy z 2009 r. upamiętniający śmierć Grigorija Bachcziwandżi

W dniu 15 maja 1942 roku, na lotnisku Kolczowo w rejonie Swierdłowska, pilot doświadczalny Grigorij Bachcziwandżi wystartował i odbył lot z uruchomionym silnikiem rakietowym. Następnie rozpoczęły się próby, w których oprócz Grigorija Bachcziwandżi brał udział Konstantin Gruzdew. Były to próby samodzielnego startu i lotu, jak również lotów z uruchomieniem silnika po wyholowaniu przez samolot Pe-2. W dniu 27 marca 1943 roku w czasie ostatniego lotu kończącego program prób doszło do katastrofy. Gdy samolot przekroczył prędkość 800 km/h, wpadł w niezamierzony korkociąg. Grigorij Bachcziwandżi stracił przytomność i samolot rozbił się o ziemię. Dopiero później odkryto, że katastrofa nastąpiła z powodu nieznanych jeszcze wtedy odmiennych charakterystyk opływu prostego skrzydła przez powietrze przy prędkościach przydźwiękowych (oporu falowego), które wywołały gwałtowne pikowanie samolotu. 
Po tej katastrofie próby przerwano. Wznowiono je dopiero w styczniu 1945, gdy wprowadzono niezbędne zmiany w konstrukcji maszyny. Zbudowano serię samolotów w ilości jedynie 8 sztuk. Nosiły one nazwy BI- i kolejny numer. Próby w locie potwierdziły ich zalety (np. dużą prędkość), lecz z uwagi na bardzo mały zasięg i czas lotu ostatecznie zrezygnowano z dalszych badań na rzecz samolotów z silnikami turboodrzutowymi.

## Użycie w lotnictwie
Samolot BI-1 był użytkowany wyłącznie do prób. Także wyprodukowana seria tych samolotów była użyta wyłącznie do celów badawczych, mimo że przewidywano ich użycie jako myśliwców i otrzymały one uzbrojenie.

## Opis konstrukcji
Samolot BI-1 to jednomiejscowy doświadczalny samolot myśliwski, dolnopłat o konstrukcji metalowej i skrzydłach trapezowych.
Kadłub w przedniej części mieścił uzbrojenie pokładowe, a poniżej cylindryczny zbiornik paliwa (nafty) i sprężonego powietrza. W środkowej górnej części tuż przed skrzydłami szczelnie zakrytą kabinę pilota, za nią cylindryczne zbiorniki nafty, kwasu azotowego (utleniacza) i sprężonego powietrza. Tylna część kadłuba mieściła silnik rakietowy i kończyła się dyszą wylotową tego silnika.
Usterzenie klasyczne było wzmocnione i usztywnione z góry i z dołu zastrzałami. Statecznik poziomy zakończono z obu stron okrągłymi pionowymi płytami dla poprawienia jego opływu przez strugi powietrza przy dużych prędkościach lotu. 
Podwozie klasyczne – wciągane w locie, z płozą ogonową.